# 김유미 (1960년)
김유미(1960년 6월 6일~ )은 대한민국 소설가이다. 경상북도 안동에서 태어났다. 本은 안동이며, 부산대학교에서 경영학을 전공하고, 시카고대학교에서 경영학 석사학위를 받았다. 소설가가 된 후 성균관대학교 대학원에서 문학 박사학위를 받았다. 2015년 제23회 월간 순수문학 소설부문에《불타는 태양》의  당선으로 본격적인 소설가의 길을 걷게 되었다. 저서로는 드라마소설《화려한 이별》전2권, 장편소설《욕망의 가시》전2권,《카론의 딸》,《아는 여자》,  콩트는 순수문학 사화집《어머니와 고등어》, 시는 텃밭문학 사화집《선술집 외 다수》등이 있다.
작가는 <한국소설여류작가회> 2대 3대 회장을 역임했고 <한국스토리텔링창작회> 6대 7대 회장을 역임했으며, 현재 한국자유문학협회 회장으로 재임중이다. <한국문인협회> <한국소설가협회>,,  <순수문학인협회> 회원으로 활동하고 있다.

## 약력
- 2021년 - 현재 사단법인 정의실천연대 이사장

- 2021년 - 현재 도서출판 자유문화사 대표

- 2021년 - 현재 한국자유문학협회 회장

- 2015년 - 2021년 한국소설여류작가회 회장 역잉

- 2015년 - 2021년 한국스토리텔링창작회 회장 역임

- 2015년 - 현재 한국소설가협회 회원

- 2015년 - 현재 순수문학인협회 회원

- 2020년 - 현재 한국문인협회 회원

## 주요 작품

### 드라마소설
- 2015년  《화려한 이별》전2권 (도서출판 청어)

### 장편소설
- 2015년  《욕망의 가시》전2권 (도서출판 청어)

### 단편소설
- 2015년  《불타는 태양》제23권 통권259호 (월간 순수문학)

### 콩트
- 2015년  《어머니와 고등어》(순수문학 사화집 2015)

### 시
- 2015년  《선술집》《사랑을 지우다》《희망사항》《白花》《바람이고 싶다》(텃밭문학 사화집 2015)

## 수상 경력
- 제23회 월간 순수문학 소설부문 신인상 수상 (2015년)

- 제10회 서울웹툰스토리텔링 대상 수상 (2016년)

1. 뉴스인터뷰[1]

1. 신간안내 신문보도[2]

1. 제19회 거제선상문학축제 참여[3]

1. 드라마소설《화려한 이별》제1권, 김유미[4]

1. 드라마소설《화려한 이별》제2권, 김유미[5]

1. 장편소설《욕망의 가시》제1권, 김유미[6]

1. 장편소설《욕망의 가시》제2권, 김유미[7]

1. 단편소설《불타는 태양》김유미[8]

1. 콩트《어머니와 고등어》김유미[9]

1. 시《선술집》,《사랑을 지새우다》,《희망사항》,《白夜》,《바람이고 싶다》김유미[10]